# Norman F. Lent

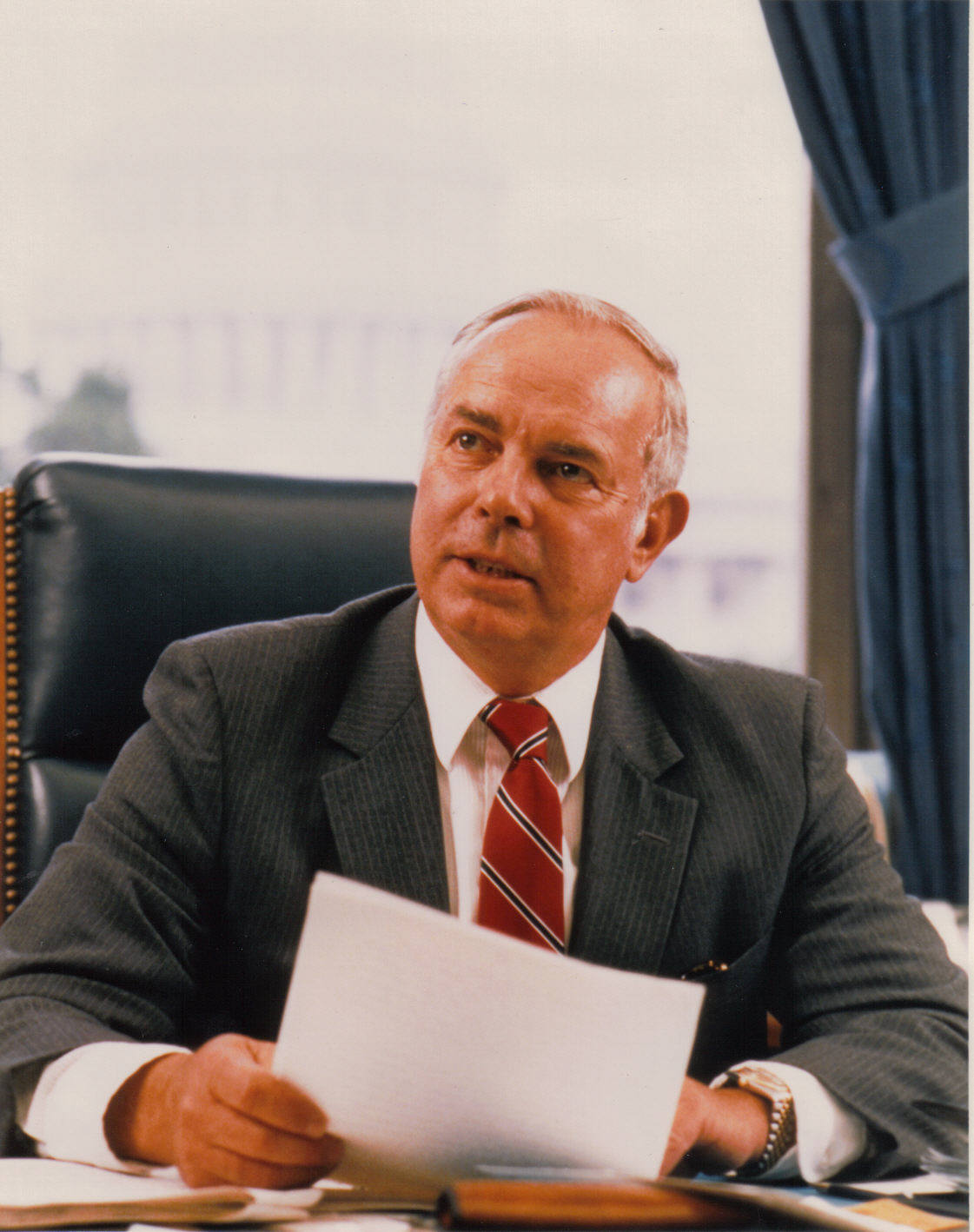
Norman F. Lent

Norman Frederick Lent (* 23. März 1931 in Oceanside, New York; † 11. Juni 2012 in Arlington, Virginia) war ein US-amerikanischer Jurist und Politiker. Zwischen 1971 und 1993 vertrat er den Bundesstaat New York im US-Repräsentantenhaus.

## Werdegang
Norman Frederick Lent wurde zur Zeit der Weltwirtschaftskrise in Oceanside geboren. Er graduierte 1948 an der Malverne High School. Danach ging er auf das Hofstra College in Hempstead, das er 1952 mit einem Bachelor of Arts wieder verließ. Wegen des Koreakrieges verpflichtete er sich in der United States Naval Reserve, wo er zwischen 1952 und 1954 diente. Während dieser Zeit bekleidete er den Dienstgrad eines Lieutenants. Danach ging er auf die Cornell Law School in Ithaca, die er 1957 mit einem Bachelor of Laws wieder verließ. Seine Zulassung als Anwalt erhielt er im selben Jahr und begann dann in Lynbrook zu praktizieren. Zwischen 1960 und 1962 war er als Associate Police Justice in East Rockaway tätig sowie als Confidential Law Secretary (Rechtsreferendar) von New York Supreme Court Jursitce Thomas P. Farley.
Lent saß zwischen 1962 und 1970 im Senat von New York. Er war zwischen 1962 und 1984 Mitglied im Exekutivkomitee in East Rockaway. 1968 nahm er als Delegierter an der New York State Republican Convention teil sowie im Jahr 1972 an der Republican National Convention. Als konservativer Republikaner wurde er bei den Kongresswahlen des Jahres 1970 im fünften Wahlbezirk von New York in das US-Repräsentantenhaus in Washington, D.C. gewählt, wo er am 4. Januar 1971 die Nachfolge von Allard K. Lowenstein antrat. Er kandidierte im Jahr 1972 im vierten Wahlbezirk von New York für einen Kongresssitz. Nach einer erfolgreichen Wahl trat er am 4. Januar 1973 die Nachfolge von John W. Wydler an. Er wurde neun Mal in Folge wiedergewählt. Da er im Jahr 1992 auf eine erneute Kandidatur verzichtete, schied er nach dem 3. Januar 1993 aus dem Kongress aus. Während seiner Zeit als Kongressabgeordneter hatte er den Vorsitz über das House Energy and Commerce Committee und förderte im Jahr 1990 die Änderungen im Bundes-Immissionsschutzgesetz.
Nach dem Ende seiner Amtszeit gründete er ein eignes Consulting-Unternehmen in Regierungsangelegenheiten in Washington D.C. Er verstarb am 11. Juni 2012 in Arlington.